# Zingiber mawangense
Zingiber mawangense là một loài thực vật có hoa trong họ Gừng. Loài này được C. A. Noor Ain và Meekiong Kalu miêu tả khoa học đầu tiên năm 2015.

## Mẫu định danh
Mẫu định danh: Noor Ain C.A., Angela George, Mas Izzaty M. & Meekiong K. NNZ 040; thu thập tháng 10 năm 2013 ở tọa độ 1°13′19″B 110°29′47″Đ / 1,22194°B 110,49639°Đ, trong hào rãnh gần suối, rừng khộp hỗn hợp, Kampung Tema Mawang, Tebakang, Serian, tỉnh Kuching, bang Sarawak, Malaysia. Mẫu holotype lưu giữ tại Cục Lâm nghiệp bang Sarawak, Kuching (SAR), mẫu paratype NNZ 042 lưu giữ tại phòng mẫu cây Đại học Malaysia Sarawak (HUMS).

## Từ nguyên
Tính từ định danh mawangense lấy theo địa phương nơi thu mẫu định danh là Matang.

## Phân bố
Loài bản địa đảo Borneo, được tìm thấy ở tỉnh Kuching, bang Sarawak, Malaysia. Loài cây thảo này được tìm thấy trong các rừng khộp (Dipterocarpaceae) hỗn hợp.

## Mô tả
Cây thảo cao 50–80 cm. Thân rễ màu kem tới ánh trắng với rễ bất định. Lá sắp xếp so le, 5-7 đôi, các lá phía dưới nhỏ, hình trứng, 3,2 × 2,1 cm. Bẹ lá màu xanh lục, nhẵn nhụi. Phiến lá hình trứng tới hình mác, 20–36 × 10-10,6 cm, mép nguyên, đỉnh nhọn thon, đáy thon nhỏ dần, hơi uốn nếp, mặt trên màu xanh lục sẫm và nhẵn nhụi, mặt dưới màu xanh lục xỉn ánh bạc, có sáp. Cuống lá dạng gối, dài 5–6 mm, màu từ xanh lục nhạt tới xanh lục-vàng. Lưỡi bẹ dài 4–5 mm, 2 thùy, mép nguyên, màu xanh lục. Cuống cụm hoa 9,5 × 1,4 cm, màu vàng ánh đỏ và đỏ tươi về phía đáy. Cành hoa bông thóc hình con suốt, xếp lợp, 22 × 4,1 cm, màu vàng tới da cam. Lá bắc 4-4,8 × 3,7-4,5 cm, đỉnh nhọn thon, thuôn tròn, màu vàngđôi khi viền hồng về phía đáy. Lá bắc hoa 2-3,5 × 0,5-1,6 cm, màu vàng nhạt trong mờ tới màu kem hay trắng, đỉnh nhọn thon. Đài hoa 1,7-2,1 × 1,1-1,2 cm, màu ánh trắng trong mờ. Ống tràng hoa 3,2-4,9 × 0,2-0,3 cm, màu vàng và kem về phía đáy. Thùy tràng lưng 23-41 × 6–9 mm, màu vàng hay kem trong mờ, đỉnh nhọn thon, cong về phía sau; các thùy tràng bên 21-30 × 3–6 mm, trong mờ, màu vàng hay kem. Cánh môi 1,8-2,8 × 0,6-1,1 cm, mép hơi nhăn; thùy giữa 6-16 × 7–11 mm; các thùy bên 12-17 × 4–6 mm. Nhị và phần phụ 17-24 × 4 mm. Nhị 10-17 × 4–5 mm, màu nâu sẫm; chỉ nhị 7–10 mm. Bầu nhụy gần hình cầu, có lông lụa, 2-3 × 1–4 mm.  Nhụy lép 5-7 × 1 mm..
Tương tự như Z. argenteum và Z. martinii về bề ngoài; cụ thể là mặt dưới phiến lá màu ánh bạc như ở Z. argenteum và cụm hoa hình con suốt thuôn dài như ở Z. martinii; nhưng khác với Z. argenteum ở chỗ cuống lá ngắn hơn (gần như không cuống) cùng phiến lá rộng hơn và khác với Z. martinii ở chỗ màu của lá bắc là vàng sẫm nổi bật và bóng với thùy tràng lưng cong về phía sau.
Có giá trị làm cây cảnh cao với mặt dưới lá màu ánh bạc và mặt trên xanh lục sẫm, với nhiều cụm hoa (tới 15) mọc cùng một lúc.